# ولاد سلامة (أولاد سلامة)
ولاد سلامة هي إحدى مشيخات المملكة المغربية، تتبع جغرافيا لإقليم القنيطرة وإداريًا لأولاد سلامة. يقدر عدد سكانها بـ 10571 نسمة حسب الإحصاء الرسمي للسكان والسكنى لسنة 2004.